# 特魯德-庫托克
46°45′23″N 30°0′51″E / 46.75639°N 30.01417°E
特魯德-庫托克（羅馬化：Trud-Kutok）是烏克蘭西南部敖德萨州羅茲迪利納區斯捷潘尼夫卡市鎮的村莊，該村始建於1896年，面積0.59平方公里，海拔高度25米，2001年人口276，人口密度每平方公里464.65人。